# Schleuse Halle-Trotha
Die Schleuse Halle-Trotha ist eine Schleuse beim Kilometer 89,20 der Bundeswasserstraße Saale im Stadtgebiet der Stadt Halle (Saale) in Sachsen-Anhalt. Die Anmeldung zur Schleusung erfolgt per Telefon. Sie befindet sich im Zuständigkeitsgebiet des Außenbezirks 5 (ABZ 5) in Merseburg des Wasserstraßen- und Schifffahrtsamtes Elbe. Zwischen Trotha und der Rohrbrücke Leuna-Kröllwitz (Saale-Km 124,40) hat die Saale die Wasserstraßenklasse I und wird hauptsächlich von der Fahrgast- und Sportschifffahrt genutzt. Im Stadtgebiet von Halle gibt es fünf Schleusen. Saaleabwärts sind das die Schleuse Planena, die Schleuse Böllberg, die Schleuse Halle-Stadt, die Schleuse Gimritz und die Schleuse Halle-Trotha. Die Anlagen gleichen für die Schiffe einen Höhenunterschied von rund neun Meter auf 15 Kilometer Flusslänge aus.

## Geschichte
Die Nutzung der Saale für Güter- oder Personentransporte ist seit 981 urkundlich belegt. In Chroniken der Saaleschifffahrt wird berichtet, dass bereits in der zweiten Hälfte des 14. Jahrhunderts das Wasser des Flusses Saale angestaut wurde. Die angestaute Wassermenge wurde zum Betrieb von Mühlen bzw. zum Flößen genutzt. Am 21. Oktober 1530 erteilte Kaiser Karl V. dem Erzstift Magdeburg das Privileg der freien Schifffahrt auf der Saale und die Erlaubnis, den Fluss auszubauen. Erste hölzerne Schleusen dienten den Schiffern zur Bewältigung des Frachtverkehrs. Fürst Wolfgang von Anhalt, Regent über Bernburg, schloss 1559 auf Drängen des Erzbischofs Sigismund einen Vertrag zum Ausbau und Sicherung der Saaleschifffahrt ab.
Der Kurfürst Friedrich III. legte am 13. Juli 1694 persönlich den Grundstein zur ersten steinernen Schleuse auf der Saale in Trotha bei Halle.
Erst knapp 100 Jahre später, ab dem Jahre 1790 wurde die Saaleschifffahrt weiter ausgebaut. Der Kurfürst von Sachsen, Friedrich August III., ordnete an, die obere Saale und die Unstrut schiffbar zu machen.
Die heute noch vorhandene und nutzbare Schleuse sollte durch einen den Umgehungskanal Halle mit der Schleuse Halle umgangen werden. Die Bauunterlagen waren in den 1930er Jahren vollständig ausgearbeitet. Die drei Schleusen, die Schleuse Gimritz, die Stadtschleuse Halle und die Schleuse Böllberg sollten umfahren werden und die Wasserstraße für das 1000-Tonnen-Schiff nutzbar gemacht werden. Wie auch für die Saaleschleusen zwischen Calbe und Wettin war eine Nutzlänge von etwas mehr als 100 Meter und einer Breite von 20 Meter vorgesehen. Der Umgehungskanal Halle und die Schleuse Halle wurden kriegsbedingt nicht gebaut bzw. fertiggestellt.

## Beschreibung
Da früher die Saale sehr verzweigt war und viele Inseln bildete, war es an vielen Stellen möglich, Wehre und Schleusen zu errichten. Größere Eingriffe in die Flusslandschaft zum Bau von Mühlen waren nicht notwendig und die sich entwickelnde Saaleschifffahrt und Flößerei wurde nicht übermäßig behindert. Während der Regierungszeit des Kurfürsten Friedrich III. wurden in den 1690er Jahren die bereits vorhandenen hölzernen Schleusen zu massiven Schleusen mit Steinwänden fast immer aus heimischen Sandstein umgebaut. 1817–1822 wurde die Saale von Halle an aufwärts und weiter die Unstrut bis Artern schiffbar gemacht. Die Schleuse Halle-Trotha ist eine Schleuse in Schwergewichtsbauart mit Fangschleuse, d. h. etwa 420 Meter talwärts der Schleuse befindet sich im Schleusenkanal, der schräge unbefestigte Ufer hat, ein weiteres Schleusentor. (51° 31′ 4″ N, 11° 57′ 8″ O) Die Schleusenkammer und Schleusenhäupter bestehen aus Mauerwerk mit Sandsteinquaderverblendung. Die Sohle der Kammer besteht aus anstehendes Felsgestein. Verschlossen und geöffnet wird die Schleusenkammer mittels Stemmtoren, die elektromechanisch bewegt werden. Sie bestehen aus Stahl. Zum Befüllen–und Leeren der Schleuse dienen Gleitschütze in den Toren. Die Abmessungen aller Schleusen im Bereich des ABz5 entsprechen heute der Binnenwasserstraßenklasse I. Die Schleuse Halle-Trotha ist eine Selbstbedienungsschleuse.
- Siehe auch: Liste der Schleusen der Saale